# Гудков, Георгий Фёдорович
Гудков Георгий Фёдорович (1916—1995) — советский строитель и краевед. Заслуженный работник культуры Башкирской АССР (1990). Почётный гражданин города Уфы (1995).

## Биография
Гудков Георгий Фёдорович Георгий Фёдорович Гудков родился в Уфе 8 января 1916 года в семье служащего.
Учился в уфимской школе № 2, на вечернем педагогическом рабфаке, в Московском инженерно-строительной институте имени В. Куйбышева. С последнего курса был эвакуирован в Новосибирск.
В начале 1944 года был призван в армию, служил на Карельском фронте писарем 4-й роты 133-го отдельного железнодорожного строительного батальона и в Закарпатье. Демобилизован в феврале 1946 года. Закончил войну на Западной Украине.
После войны работал на заводе в Стерлитамаке, в строительных организациях (1947—1951, 1958—1970) и учебных заведениях Уфы (1951—1958, 1970—1975).
В 1972 году женился. Жена, Зинаида Ивановна Трунина, также увлекалась краеведением. Ими совместно написано множество статей по краеведению.
Георгий Фёдорович с детства увлекался краеведением. Его родители и несколько поколений предков были жителями края. В периодической печати его краеведческие статьи печатались с 1966 года.
Статьи Г. Гудкова о доме Аксакова в Уфе по ул. Благоева, 4 помогли дважды спасти дом от разрушения.
Умер Георгий Федорович Гудков в декабре 1995 года в г. Уфе.

## Интересные факты
В 1996 году по инициативе казачьего атамана В. Е. Чернова в село Ветошниково РБ перенесён из Уфы с ул. Крупской, 26 дом Георгия Фёдоровича Гудкова. По желанию детей Георгия Фёдоровича и по благословению еп. Никона в нём должен быть открыт Свято-Георгиевский храм.

## Труды
Книги «С. Т. Аксаков. Краеведческие очерки»
«Из истории Южноуральских горных заводов XVIII—XIX веков. Историка — краеведческие очерки» (1985)
«Незаконченная повесть С. Т. Аксакова „Наташа“. Историко-краеведческий комментарий» (1988)
«С. Т. Аксаков. Семья и окружение» (1991)
«Усадьба Аксаковых в Голубиной слободке» (1995)
«Краеведение. Теория и практика» (1995)
Статьи в газете «Вечерняя Уфа» по теме «Истории окрестностей г. Уфы».